# Dendrogale
Genre
Dendrogale est un genre de mammifères de la famille des Tupaiidae.

## Liste des espèces
Selon ITIS (8 mai 2010), Mammal Species of the World (version 3, 2005)  (8 mai 2010) et NCBI (8 mai 2010) :
- Dendrogale melanura (Thomas, 1892) - toupaye du Sud
- Dendrogale murina (Schlegel et Müller, 1843) - toupaye du Nord